# Giuseppe Alberghini
Giuseppe Alberghini, italijanski duhovnik, škof in kardinal, * 13. september 1770, Cento, † 30. september 1847.

## Življenjepis
23. junija 1834 je bil povzdignjen v kardinala in pectore.
6. aprila 1835 je bil imenovan za kardinala-duhovnika pri S. Prisca.